# Sensação
Em epistemologia, a sensação é o impacto de um corpo exterior ao corpo de um animal no corpo do animal. Sensação é reação física do corpo ao mundo físico, sendo regida pelas leis da física, química, biologia, etc. que resulta na ativação das áreas primárias do cortéx cerebral.
Vivência simples, produzida pela acção de um estímulo (externo ou interno: luz, som, calor, etc.) sobre um órgão sensorial, transmitida ao cérebro através do sistema nervoso.
Nosso organismo recebe constantemente  um número infinito de estímulos (sensações),sendo que interpretamos somente os necessários.
Os estímulos (sensações) recebidos serão iguais para todos, o que muda é a percepção.
Embora por vezes se considere a sensação como o ponto de partida para a construção da experiência e do saber, ela não é, no entanto, um dado imediato da consciência: a sensação só se apresenta ao nosso espírito sob uma forma mais complexa, a forma de percepção. Apenas podemos falar de sensações nas percepções se as considerarmos em si mesmas, sem considerar o que significam.
As sensações principais do nosso corpo são: visuais, auditivas, tactivas, gustativas e olfativas.

## Sensações visuais
O órgão sensorial que controla as nossas sensações visuais é o olho. Quando os nossos olhos captam raios de luz a imagem que está no nosso horizonte (digamos assim) é nitida na retina, de seguida a lente (cristalino) está logo atrás da pupila, dobra e foca a imagem que é depois enviada para a parte de trás do olho! A parte de trás do olho está formada por milhares de células. Esse forro chama-se retina, que registra a imagem e envia sinais ao cérebro via nervo óptico. Na retina há duas espécies de células sensíveis à luz, estas são os bastonetes e os cones. Alguns cones são sensíveis à luz vermelha, outros à verde e outros à cor azul. Depois de enviada a imagem ao cérebro, este a põe na posição correta e identifica o que estamos a ver. Aí temos uma sensação visual.

## Sensações auditivas
O nosso órgão sensorial que predomina nele as sensações auditivas é o ouvido. As vibrações ao qual chamamos de som, entra no nosso ouvido e faz o nosso tímpano vibrar. Este ao abanar faz vibrar três ossos chamados ossícolos (martelo, bigorna, estribo) que enviam as vibrações para a cóclea. A cóclea é um órgão cheio de água que detecta a frequência do som e envia-a ao cérebro. A parte do cortéx cerebral responsável por a audição reconhece o som e aí temos uma sensação auditiva.

## Sensações olfativas
O orgão responsável pelo olfato e também uma parte do sistema respiratório é o nariz. As moléculas aromáticas (cheiros) são inaladas (misturadas no ar) pelo nariz, onde há um conjunto de várias células chamado de epitélio olfativo. Há prolongamentos das células receptoras que vão através da base do crânio para o bulbo olfativo. O bulbo olfativo envia sinais elétricos ao cérebro que reconhece o cheiro e nesse momento temos uma sensação olfativa.

## Sensações gustativas
Pelo gosto, é possível saber se aprecia um determinado tipo de alimento ou não. Os receptores do paladar detectam químicos dos alimento dissolvidos na saliva. Quando o químico do alimento é detectado pelos receptores, este envia sinais ao cérebro que reconhece o paladar do alimento. Aí temos uma sensação gustativa.

## Sensações tactivas
O sentido tacto está em toda a pele. Temos milhares de nervos na pele que, conforme a pressão que recai sobre ele, envia sinais ao cérebro e aí temos uma sensação tactiva.

## Sensações espaciais
O sentido do equilíbrio tem a ver com a sensação de lateralidade, de em cima, em baixo. É responsável pela sensação de elevação, de queda. Um dos seus desvios é a tontura. Funciona a partir de um intrincado sistema de órgãos minúsculos existente no ouvido interno.